# Staatsmeisterschaft von Amazonas (Frauenfußball)
Die Staatsmeisterschaft von Amazonas für Frauenfußball (portugiesisch Campeonato Amazonense de Futebol Feminino) ist die seit 2007 von der Federação Amazonense de Futebol (FAF) ausgetragene Vereinsmeisterschaft im Frauenfußball des Bundesstaates Amazonas in Brasilien.
Eine Fußballmeisterschaft für Frauen in Amazonas wurde erstmals zwischen 1984 und 1986 ausgetragen, bevor sie für einundzwanzig Jahre eingestellt wurde. Erst 2007 wurde sie neu etabliert, um einen Vertreter für die in jenem Jahr erstmals ausgetragene Copa do Brasil Feminino zu ermitteln. Seit 2017 wird über sie die Qualifikation für die brasilianischen Meisterschaft der Frauen entschieden, zuerst für deren zweite Liga (Série A2) und seit 2021 für die dritte Liga (Série A3).

## Meisterschaftshistorie

### Ehrentafel der Gewinner
| 0 | 8 Titel | EC Iranduba (Iranduba) |
| 0 | 4 Titel | Esportiva 3B (Manaus) |
| 0 | 2 Titel | Sul América EC (Manaus) AA Universidade Nilton Lins (Manaus)                                                                                  |
| 0 | 1 Titel | Libermorro FC (Manaus) Atlético Rio Negro (Manaus) São Raimundo EC (Manaus) Itacoatiara FC (ehem. JCFC) (Itacoatiara) Grêmio Recanto (Manaus) |

### Chronologie der Meister
| Saison                                           | Meister                     | Vizemeister             | Torschützenkönigin                    |       |
| ------------------------------------------------ | --------------------------- | ----------------------- | ------------------------------------- | ----- |
| 1984                                             | Sul América EC              | ?                       | ?                                     | [ 1 ] |
| 1985                                             | Libermorro FC               | ?                       | ?                                     | [ 2 ] |
| 1986                                             | Sul América EC              | Fast Clube              | ?                                     | [ 3 ] |
| Kein Meisterschaftswettbewerb von 1987 bis 2006. |                             |                         |                                       |       |
| 2007                                             | Atlético Rio Negro          | Nacional FC             | ?                                     |       |
| 2008                                             | AA Universidade Nilton Lins | ?                       | ?                                     |       |
| 2009                                             | AA Universidade Nilton Lins | ?                       | ?                                     |       |
| 2010                                             | São Raimundo EC             | ?                       | ?                                     |       |
| 2011                                             | EC Iranduba                 | ?                       | Darliene (Itacoatiara; ?)             |       |
| 2012                                             | EC Iranduba                 | Itacoatiara             | Darliene (Itacoatiara; 10)            |       |
| 2013                                             | EC Iranduba                 | Princesa do Solimões EC | Darliene (Itacoatiara; 10)            | [ 4 ] |
| 2014                                             | EC Iranduba                 | Princesa do Solimões EC | Luciane de Moraes (EC Iranduba; 14)   | [ 5 ] |
| 2015                                             | EC Iranduba                 | Sul América/Salcomp     | Luciane de Moraes (EC Iranduba; 11)   | [ 6 ] |
| 2016                                             | EC Iranduba                 | Manaus FC               | Paula (Manaus FC; 16)                 |       |
| 2017                                             | EC Iranduba                 | Esportiva 3B            | Carla Nunes (Esportiva 3B; 13)        |       |
| 2018                                             | EC Iranduba                 | Esportiva 3B            | Paola del Carmen (Esportiva 3B; 8)    | [ 7 ] |
| 2019                                             | Esportiva 3B                | EC Iranduba             | Paula (Esportiva 3B; 15 Tore)         |       |
| 2020                                             | JCFC                        | Grêmio Recanto          | ?                                     | [ 8 ] |
| 2021                                             | Esportiva 3B                | JCFC                    | Darliene (Penarol AC; 11 Tore)        |       |
| 2022                                             | Grêmio Recanto              | Esportiva 3B            | Luiza (Grêmio Recanto; 14 Tore)       |       |
| 2023                                             | Esportiva 3B                | JCFC                    | Maria Vitória (Esportiva 3B; 6 Tore)  | [ 9 ] |
| 2024                                             | Esportiva 3B                | EC Tarumã               | Nairelis Daribel (Manaus FC; 12 Tore) |       |

## Weblink
- Federação Amazonense de Futebol (Webvertretung)